# Amadeo Ponzone
Amadeo Ponzone, hrabia (ur. 16 lutego 1880 w Savonie, zm. 8 kwietnia 1957) – włoski urzędnik konsularny.
Rodzicami byli Giacomo Enrico Ponzone oraz Ermenegilda 'Gilda' Larco. Pełnił funkcję konsula generalnego Włoch w Dreźnie (1926-1928), i Gdańsku (1935-1938).